# Färöische Fußballmeisterschaft der Frauen 2012
Die Färöische Fußballmeisterschaft der Frauen 2012 wurde in der 1. Deild genannten ersten färöischen Liga ausgetragen und war insgesamt die 28. Saison. Sie startete am 1. April 2012 und endete am 23. September 2012.
Die Aufsteiger B68 Toftir/NSÍ Runavík, ÍF Fuglafjørður, EB/Streymur und FC Suðuroy kehrten nach zwei, 15, einem beziehungsweise drei Jahren in die höchste Spielklasse zurück. Meister wurde Titelverteidiger KÍ Klaksvík, die den Titel somit zum 13. Mal in Folge und zum 14. Mal insgesamt erringen konnten. Absteigen musste hingegen FC Suðuroy nach einem Jahr Erstklassigkeit.
Im Vergleich zur Vorsaison verbesserte sich die Torquote auf 4,70 pro Spiel. Den höchsten Sieg erzielte KÍ Klaksvík durch ein 26:0 im Heimspiel gegen FC Suðuroy am ersten Spieltag, was zugleich den höchsten Sieg in der Geschichte der 1. Deild sowie das torreichste Spiel der Saison darstellte.

## Modus
Durch die Aufstockung auf zehn Mannschaften in der 1. Deild spielte jedes Team nun an 18 Spieltagen nur noch zwei Mal gegen jedes andere. Die punktbeste Mannschaft zu Saisonende stand als Meister dieser Liga fest.

## Saisonverlauf
Vom ersten bis zum letzten Spieltag belegte KÍ Klaksvík den ersten Platz. Die einzigen gefährlichen Konkurrenten B36 Tórshavn und AB Argir wurden am dritten Spieltag auswärts mit 4:0 beziehungsweise am achten Spieltag zu Hause mit 3:0 geschlagen. Auch das Rückspiel gegen B36 gewann KÍ mit 1:0. Nur beim 1:1 im Auswärtsspiel gegen HB Tórshavn am 15. Spieltag wurden Punkte abgegeben. Die Entscheidung um die Meisterschaft fiel am 16. Spieltag. AB Argir verspielte dabei durch die 0:3-Heimniederlage gegen HB Tórshavn alle Meisterschaftschancen, während KÍ Klaksvík mit 10:0 im Heimspiel gegen B68 Toftir/NSÍ Runavík triumphierte.
Da sich FC Suðuroy vom Spielbetrieb zurückzog, stand der Absteiger somit fest.

## Abschlusstabelle
| Pl. | Verein                     | Sp. | S  | U | N  | Tore    | Diff. | Punkte |
| --- | -------------------------- | --- | -- | - | -- | ------- | ----- | ------ |
| 1.  | KÍ Klaksvík (M, P)         | 18  | 17 | 1 | 0  | 115:500 | +110  | 52     |
| 2.  | B36 Tórshavn               | 18  | 15 | 0 | 3  | 057:100 | +47   | 45     |
| 3.  | AB Argir                   | 18  | 12 | 1 | 5  | 040:180 | +22   | 37     |
| 4.  | HB Tórshavn                | 18  | 11 | 2 | 5  | 047:200 | +27   | 35     |
| 5.  | Skála ÍF                   | 18  | 10 | 2 | 6  | 042:330 | +9    | 32     |
| 6.  | EB/Streymur (N)            | 18  | 7  | 0 | 11 | 041:470 | −6    | 21     |
| 7.  | Víkingur Gøta              | 18  | 6  | 3 | 9  | 025:530 | −28   | 21     |
| 8.  | ÍF Fuglafjørður (N)        | 18  | 3  | 1 | 14 | 025:660 | −41   | 10     |
| 9.  | B68 Toftir/NSÍ Runavík (N) | 18  | 2  | 3 | 13 | 016:510 | −35   | 09     |
| 10. | FC Suðuroy 1 (N)           | 18  | 0  | 1 | 17 | 005:110 | −105  | 01     |

| (N) | Aufsteiger       |
| (M) | Meister 2011     |
| (P) | Pokalsieger 2011 |

## Spiele und Ergebnisse
|                        | AB  | B36    | B68/NSÍ | EB/Str | FCS    | HB  | ÍF    | KÍ    | Skála | Vík    |
| ---------------------- | --- | ------ | ------- | ------ | ------ | --- | ----- | ----- | ----- | ------ |
| AB Argir               |     | 1:2    | 2:0     | 4:0    | 8:0    | 0:3 | 5:2   | 0:4   | 2:1   | 3:0    |
| B36 Tórshavn           | 0:1 |        | 4:0     | 3:0    | 9:0    | 2:0 | 7:0   | 0:4   | 3:0   | 2:1    |
| B68 Toftir/NSÍ Runavík | 0:5 | 0:0    |         | 1:2    | 9:0    | 0:3 | 1:1   | 0:2   | 0:5   | 1:1    |
| EB/Streymur            | 0:3 | 0:2    | 2:0     |        | 18:20  | 1:2 | 2:0   | 1:2   | 1:4   | 6:3    |
| FC Suðuroy             | 0:5 | 0-:- 2 | 0:1     | 0-:- 2 |        | 1:1 | 1:7   | 0:3   | 1:4   | 02:1 3 |
| HB Tórshavn            | 0:1 | 1:3    | 3:1     | 5:0    | 0-:- 2 |     | 2:1   | 1:1   | 3:5   | 3:0    |
| ÍF Fuglafjørður        | 1:3 | 1:3    | 3:1     | 1:5    | 0-:- 2 | 1:4 |       | 01:11 | 0:4   | 0:1    |
| KÍ Klaksvík            | 3:0 | 1:0    | 10:00   | 7:0    | 26:00  | 2:1 | 10:10 |       | 6:0   | 11:00  |
| Skála ÍF               | 1:0 | 0:2    | 3:1     | 5:0    | 1:0    | 1:5 | 5:2   | 0:4   |       | 1:1    |
| Víkingur Gøta          | 1:2 | 0:7    | 5:0     | 3:0    | 01:1 3 | 0:7 | 1:0   | 0:8   | 2:2   |        |

## Torschützenliste
Bei gleicher Anzahl von Treffern sind die Spielerinnen nach dem Nachnamen alphabetisch geordnet.
| Platz | Spieler             | Mannschaft   | Tore |
| ----- | ------------------- | ------------ | ---- |
| 1     | Rannvá Andreasen    | KÍ Klaksvík  | 31   |
| 2     | Heidi Sevdal        | HB Tórshavn  | 22   |
| 3     | Fríðrún Danielsen   | Skála ÍF     | 20   |
| 4     | Sigrid Jacobsen     | KÍ Klaksvík  | 19   |
| 4     | Maria Thomsen       | KÍ Klaksvík  | 19   |
| 6     | Margit Magnusdóttir | B36 Tórshavn | 16   |
| 6     | Sofía Purkhús       | KÍ Klaksvík  | 16   |
| 8     | Elin Maria Isaksen  | AB Argir     | 15   |
| 9     | Íðunn Magnussen     | EB/Streymur  | 12   |
| 10    | Malena Josephsen    | KÍ Klaksvík  | 11   |
| 10    | Vár Næs             | B36 Tórshavn | 11   |
| 10    | Ásleyg Súnadóttir   | AB Argir     | 11   |

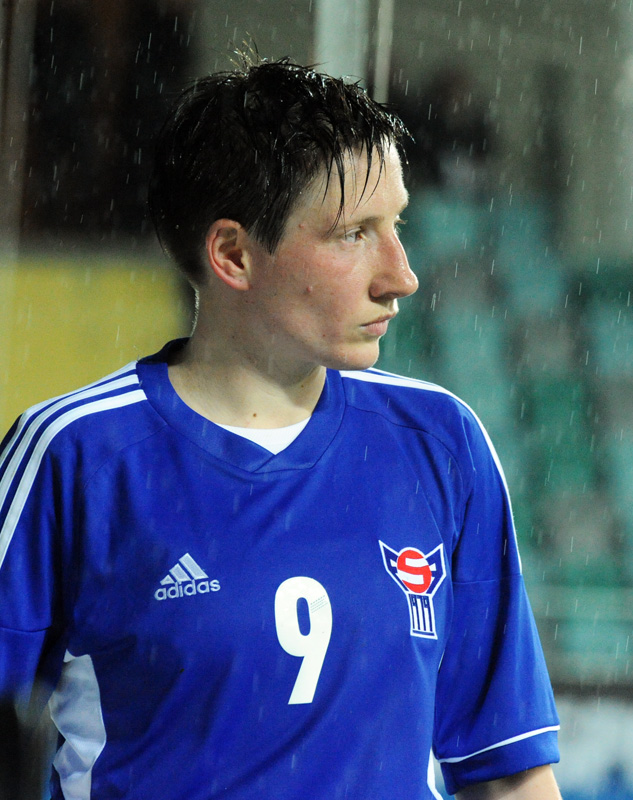
Torschützenkönigin Rannvá Andreasen

Dies war nach 1997, 1998, 2002, 2003, 2004, 2006, 2008, 2009, 2010 und 2011 der elfte Titel für Rannvá B. Andreasen.

## Trainer
| Mannschaft             | Trainer              | Spieltage |
| ---------------------- | -------------------- | --------- |
| AB Argir               | Lennard Petersen     | 1–18      |
| B36 Tórshavn           | Jacob Thomsen        | 1–18      |
| B68 Toftir/NSÍ Runavík | Jóhan Dávur Højgaard | 1–18      |
| EB/Streymur            | Poul G. Olsen        | 1–18      |
| FC Suðuroy             | Guðrun F. Nystrøm    | 1–12      |
| FC Suðuroy             | Jens Heri Jacobsen   | 5–14      |
| HB Tórshavn            | Allan Dybczak        | 1–18      |
| ÍF Fuglafjørður        | Torkil Hansen        | 1–18      |
| KÍ Klaksvík            | Aleksandar Đorđević  | 1–18      |
| Skála ÍF               | Markus Olsen         | 1–18      |
| Víkingur Gøta          | Ingun Hansen         | 1–18      |

Nur FC Suðuroy wechselte die Trainerin aus, Auswirkungen auf die Tabellenplatzierung hatte dies jedoch keine.

## Spielstätten
In Klammern sind bei mehreren aufgeführten Stadien die Anzahl der dort ausgetragenen Spiele angegeben.
| Mannschaft             | Stadion           | Spielort     |
| ---------------------- | ----------------- | ------------ |
| AB Argir               | Inni í Vika       | Argir        |
| B36 Tórshavn           | Gundadalur        | Tórshavn     |
| B68 Toftir/NSÍ Runavík | Svangaskarð (8)   | Toftir       |
| B68 Toftir/NSÍ Runavík | Við Løkin (1)     | Runavík      |
| EB/Streymur            | Við Margáir       | Streymnes    |
| FC Suðuroy             | Á Eiðinum         | Vágur        |
| HB Tórshavn            | Gundadalur        | Tórshavn     |
| ÍF Fuglafjørður        | Í Fløtugerði      | Fuglafjørður |
| KÍ Klaksvík            | Við Djúpumýrar    | Klaksvík     |
| Skála ÍF               | Undir Mýruhjalla  | Skáli        |
| Víkingur Gøta          | Sarpugerði (7)    | Norðragøta   |
| Víkingur Gøta          | Uppi á Brekku (2) | Leirvík      |

## Schiedsrichter
Folgende Schiedsrichter, darunter auch einer aus Brasilien, leiteten die 86 ausgetragenen Erstligaspiele:
| Name                       | Stammverein     | Spiele |
| -------------------------- | --------------- | ------ |
| Elsa Andreasen             | EB/Streymur     | 11     |
| Súni Fríði Barbá           | MB Miðvágur     | 11     |
| Dánjal Mouritsson Joensen  | Undrið FF       | 08     |
| Magnus Jørmundsson         | ÍF Fuglafjørður | 07     |
| Pætur Albinus              | B36 Tórshavn    | 05     |
| Tóki Høghamar              | EB/Streymur     | 05     |
| Jóhan Sólheim Ellingsgaard | ÍF Fuglafjørður | 03     |
| Andras Frederiksberg       | Skála ÍF        | 03     |
| Aleksandar Radosavlevic    | TB Tvøroyri     | 03     |
| Jonn Sólheim Thomsen       | ÍF Fuglafjørður | 03     |
| Jón Kári í Brekkuni        | KÍ Klaksvík     | 02     |
| Símun Waag Høgnesen        | KÍ Klaksvík     | 02     |
| Kári á Høvdanum            | Víkingur Gøta   | 02     |
| Andreas Josephsen          | KÍ Klaksvík     | 02     |
| Johan Petur Michelsen      | HB Tórshavn     | 02     |
| Óli Gilsstein Samuelsen    | KÍ Klaksvík     | 02     |
| Alex Troleis               | B68 Toftir      | 02     |

Weitere 13 Schiedsrichter leiteten jeweils ein Spiel.

## Die Meistermannschaft
In Klammern sind die Anzahl der Einsätze sowie die dabei erzielten Tore genannt.
| 1. | KÍ Klaksvík |
|    | Katrina Akursmørk (15/1) \| Rannvá Andreasen (18/31) \| Sølvá B. Andreasen (1/0) \| Monika Biskopstø (6/0) \| Sigrid Jacobsen (18/19) \| Gunnrið F. Joensen (6/0) \| Tina Joensen (2/0) \| Una Joensen (15/0) \| Malena Josephsen (18/11) \| Bára Klakstein (15/0) \| Eyðvør Klakstein (12/3) \| Vár Jenny Lydersen (4/0) \| Adelheid Olsen (4/0) \| Ása Klein Olsen (2/0) \| Lovisa Østerø (2/0) \| Ragna Patawary (13/0) \| Sofía Purkhús (12/16) \| Elsa Maria Simonsen (18/7) \| Sigrun Sirdal (9/1) \| Tove Sólheyg (14/2) \| Ása Thomsen (6/1) \| Maria Thomsen (15/19) \| Randi Wardum (14/1) ohne Einsatz: Maria Andreasen - Trainer: Aleksandar Đorđević |

## Nationaler Pokal
Im Landespokal gewann Meister KÍ Klaksvík mit 2:1 gegen B36 Tórshavn und erreichte dadurch das Double.

## Europapokal
2012/13 spielte KÍ Klaksvík als Meister des Vorjahres in der Qualifikationsrunde der UEFA Women’s Champions League. Die ersten beiden Spiele wurden mit 0:7 gegen Apollon Limassol (Zypern) sowie mit 1:2 gegen Schytlobud-1 Charkiw (Ukraine) verloren. Das letzte Spiel gewann die Mannschaft mit 11:1 gegen Ada Velipoje (Albanien), was den höchsten Sieg einer färöischen Mannschaft darstellte. Die Gruppe wurde somit auf dem dritten Platz beendet.